# Barrage de Benmore
Le barrage de Benmore est un barrage hydroélectrique situé sur le cours du fleuve Waitaki dans l'île du Sud en Nouvelle-Zélande. Mis en service en 1965, sa construction a formé le lac Benmore en amont.
Le barrage est la plus grande structure de retenue d'eau en terre (barrage en remblai zoné) de Nouvelle-Zélande. Son noyau est constitué d'un matériau argileux peu perméable, soutenu par deux épaulements massifs de gravier de rivière. Le lac Benmore a un volume de 1,25 milliard de mètres cubes, soit environ 1,5 fois plus d'eau que le havre de Wellington. Le déversoir du barrage peut supporter plus de 6 000 mètres cubes d'eau par seconde, soit environ 20 fois le débit moyen du fleuve. 

## Centrale électrique de Benmore
Avec une capacité de production de 540 mégawatts , la centrale de Benmore est la deuxième plus grande centrale hydroélectrique de Nouvelle-Zélande, derrière Manapouri, et le plus grand barrage du pays. 
La construction du barrage et de la centrale hydroélectrique, d'un coût de 62 millions de dollars, a commencé en 1958. La centrale a été mise en service en 1965 et inaugurée officiellement par le Premier ministre Sir Keith Holyoake le 15 mai de la même année. Il a été construit pour le département de l'électricité de la Nouvelle-Zélande ; depuis 1999, il est détenu et exploité par Meridian Energy. 
De 2008 à 2010, les six turbines sont remises à neuf pour un coût de 67 millions de dollars. Cela permettra de réduire de 6 % la consommation d'eau pour une même capacité de production, augmentant ainsi la production annuelle de 70 GWh (250 TJ). De nouveaux tableaux de distribution et une modernisation du poste de distribution sont également prévus. 
Benmore est le terminus de l'île du Sud de la liaison inter-îles CCHT entre les îles du Nord et du Sud de la Nouvelle-Zélande. Les stations de conversion CCHT se trouvent sur le côté ouest du canal de fuite et convertissent le courant alternatif de 220 kV en courant continu de ±350 kV pour un trajet de 610 km jusqu'à la station de conversion de l'île du Nord à Haywards, à Lower Hutt. 

## Otematata
Otematata est la petite ville qui a été créée pour soutenir les travailleurs qui ont construit le barrage, et leurs familles. La ville a été construite par le ministère des Travaux publics, que les habitants appellent "Uncle Mow" ou "Big Mow", car il offre toutes les commodités, y compris des activités sociales et des clubs, et expulse les criminels de la ville. Après la construction du barrage, une grande partie du village a été démantelée. De nombreuses maisons, qui avaient été transportées par camion depuis Roxborough, ont été à nouveau transportées par camion et déplacées vers le site suivant à Twizel.
Aujourd'hui, Otematata soutient le barrage, bien qu'avec les progrès de la technologie, le personnel nécessaire à l'entretien du barrage soit considérablement réduit.  En raison de cela, la ville est maintenant une petite communauté de vacances, avec seulement environ 200 résidents permanents. Le barrage se trouve à environ 8 km en amont de la vallée de la commune.

## Transmission
Benmore est un point de commutation important du réseau national néo-zélandais et l'une des deux principales stations de commutation de la vallée de Waitaki (l'autre étant la sous-station de Twizel). Cette importance est due en grande partie à l'emplacement à Benmore de la station terminale sud de la liaison CCHT Inter-Island. 
Le principal poste de commutation courant alternatif se trouve sur la rive est du canal de fuite, et l'électricité produite par la centrale de Benmore est injectée dans le réseau national à cet endroit. Trois lignes principales de 220 kV contenant cinq circuits partent de la sous-station de Benmore. Dans le sens des aiguilles d'une montre, à partir du sud, ce sont : 
- Une ligne à double circuit vers la sous-station de Twizel, avec un circuit passant par la centrale d'Ohau C et un circuit passant par la centrale d'Ohau B.
- Une ligne à simple circuit vers la sous-station d'Islington à Christchurch, via la sous-station de Twizel et la centrale électrique de Tekapo B.
- Une ligne à double circuit vers le barrage d'Aviemore

Les postes de conversion CCHT sont situés sur le côté ouest du canal de fuite, et sont reliés au poste de commutation alternatif par des lignes au-dessus du canal de fuite. Le thyristor Pole 2 de -350 kV a son hall de vannes sur le côté sud du site. Un nouveau pôle 3 à thyristors de +350 kV a été mis en service en 2013 pour remplacer le pôle 1 vieillissant, et sa salle des vannes est située à côté de la salle des vannes du pôle 2 existant.

## Bibliographie

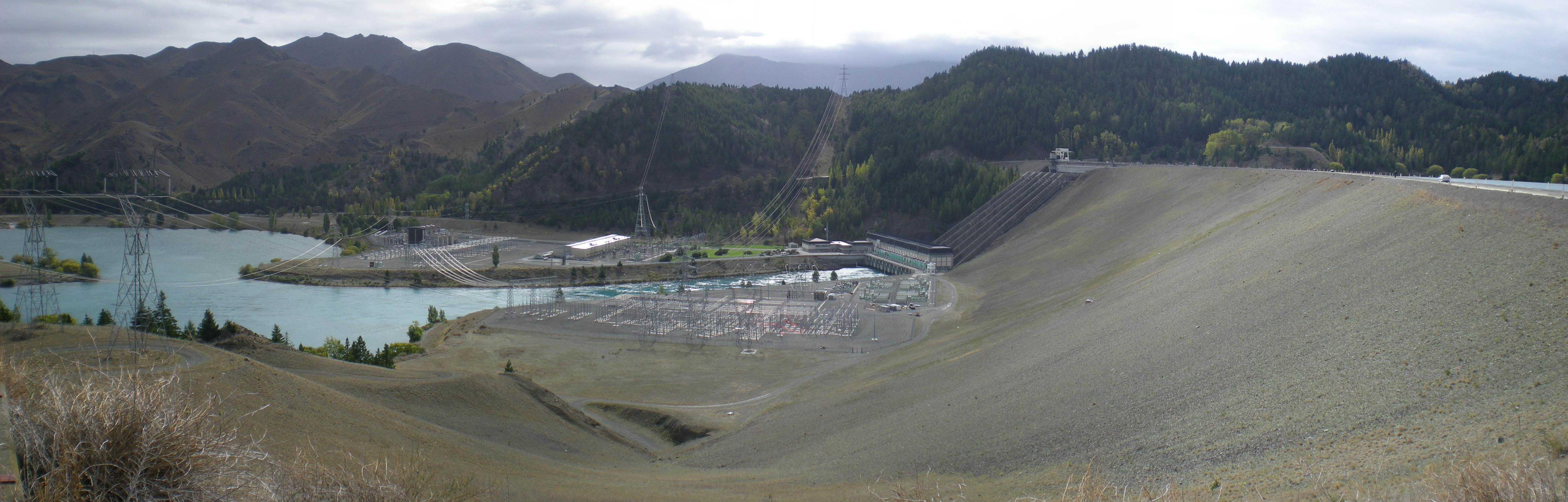
Barrage Benmore depuis le belvédère sud, près du déversoir

## Note et référence
1. ↑  (en) « Benmore dam hydro station »
2. 1 2 3  (en) David Bruce, « Benmore gets more with first full rebuild », sur Otago Daily Times, 30 octobre 2008 (consulté le 30 octobre 2008)
3. ↑  (en) « Power for the People », sur RNZ, 11 mai 2015 (consulté le 9 février 2020)
4. ↑  (en) « Maps and Diagrams », Transpower New Zealand (consulté le 18 juillet 2017)

- (en) Cet article est partiellement ou en totalité issu de l’article de Wikipédia en anglais intitulé « Benmore Dam » (voir la liste des auteurs).